# جدار الصمت الأزرق
جدار الصمت الأزرق  (بالإنجليزية: Blue wall of silence)‏ أو الرمز الأزرق  (بالإنجليزية: blue code)‏ أو الدرع الأزرق  (بالإنجليزية: blue code)‏، مصطلحات مستخدمة في الولايات المتحدة للإشارة إلى ميثاق الصمت غير الرسمي المزعوم بين ضباط الشرطة لعدم الإبلاغ عن أخطاء الزملاء، وسوء السلوك، أو الجرائم، بما في ذلك وحشية الشرطة.